# Pomiechówek (gmina)
Pour les articles homonymes, voir Pomiechówek.
Pomiechówek est une gmina rurale (gmina wiejska) de la powiat de Nowy Dwór Mazowiecki, dans la Voïvodie de Mazovie, dans le centre-est de la Pologne.
Son siège administratif (chef-lieu) est le village de Pomiechówek, qui se situe environ 6 kilomètres au nord-est de Nowy Dwór Mazowiecki (siège de la powiat) et 34 kilomètres au nord-ouest de Varsovie (capitale de la Pologne).
La gmina couvre une superficie de 102,31 km2 pour une population de 8 820 habitants en 2006.

## Histoire
De 1975 à 1998, la gmina est attachée administrativement à la voïvodie de Varsovie.

Depuis 1999, elle fait partie de la voïvodie de Mazovie.

## Géographie
La gmina inclut les villages et localités de :

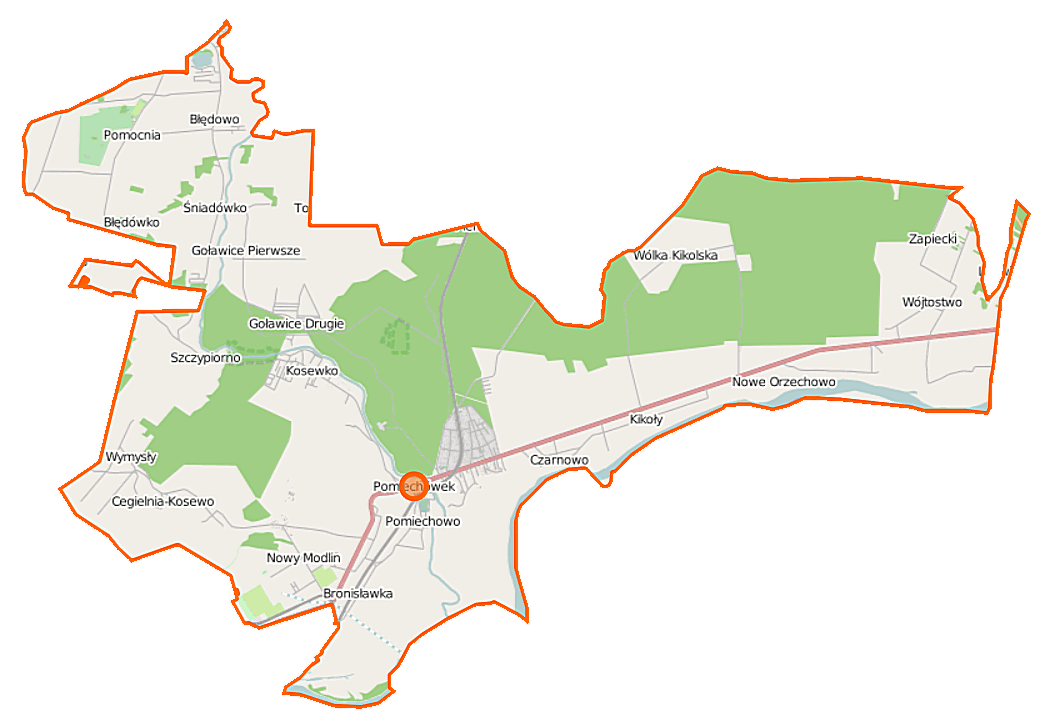
Plan de la gmina

- Błędówko
- Błędowo
- Brody
- Brody-Parcele
- Bronisławka
- Cegielnia-Kosewo
- Czarnowo
- Falbogi Borowe
- Goławice Drugie
- Goławice Pierwsze
- Kikoły
- Kosewko
- Kosewo
- Nowe Orzechowo
- Nowy Modlin
- Pomiechówek
- Pomiechowo
- Pomocnia
- Śniadówko
- Stanisławowo
- Stare Orzechowo
- Szczypiorno
- Wójtostwo
- Wola Błędowska
- Wólka Kikolska
- Wymysły
- Zapiecki

### Gminy voisines
La gmina de Pomiechówek est voisine de :
- la ville de :
  - Nowy Dwór Mazowiecki
- et des gminy suivantes :
  - Nasielsk
  - Serock
  - Wieliszew
  - Zakroczym

## Structure du terrain
D'après les données de 2002, la superficie de la commune de Pomiechówek est de 102,31 km2, répartis comme tel :
- terres agricoles : 55%
- forêts : 32%

La commune représente 14,79% de la superficie du powiat.

## Démographie
Données du 30 juin 2004 :
| Description        | Total  | Total | Femmes | Femmes | Hommes | Hommes |
| ------------------ | ------ | ----- | ------ | ------ | ------ | ------ |
| Unité              | Nombre | %     | Nombre | %      | Nombre | %      |
| Population         | 8 816  | 100   | 4 581  | 52     | 4 235  | 48     |
| Densité (hab./km²) | 86,2   | 86,2  | 44,8   | 44,8   | 41,4   | 41,4   |